# 남양주 봉선사 목조불좌상
남양주 봉선사 목조불좌상은 대한민국 경기도 남양주시 진접읍 봉선사에 위치해 있는 조선 시대의 불상이다. 2011년 3월 8일에는 경기도의 문화재자료 제 163호로 지정되었다.

## 개요
남양주 봉선사 목조불좌상(南楊州 奉先寺 木造佛座橡)은 경기도 남양주시 진접읍 부평리 봉선사 경내에 있는 목조불좌상이다. 왼쪽 어깨에 걸친 가사(袈裟)가 오른쪽 허리로 내려오는 우견편단(右肩偏袒) 모습은 조선 전기 불상의 특징이기에 조선 전기에 제작되었을 것으로 추정한다. 
과거 봉선사 방적당(放跡堂)에 모셔져 있었다고 한다. 그런데 6·25전쟁 직전인 음력 4월 초파일에 인근 말사의 야외 법회로 옮겨지면서 전쟁의 화를 면하였다는 이야기가 전한다. 
남양주 봉선사 목조불좌상은 2011년 3월 8일 경기도 문화재자료 제163호로 지정되었다. 그 후 2021년 11월 19일 「문화재보호법시행령」 고시에 따라 지정 번호가 삭제되었다.

## 참고 문헌
- 남양주 봉선사 목조불좌상 - 국가유산청 국가유산포털

1. ↑  “남양주 봉선사 목조불좌상”. 2025년 7월 24일에 확인함.